# NGC 7561
NGC 7561 zvijezda u zviježđu Ribama. 

## Vanjske poveznice
- (engl.) SEDS: NGC 7561
- (engl.) Hartmut Frommert: Revidirani Novi opći katalog
- (engl.) Izvangalaktička baza podataka NASA-e i IPAC-a
- (engl.) Astronomska baza podataka SIMBAD
- (engl.) VizieR
- DSS-ova slika NGC 7561
- (engl.) Auke Slotegraaf: NGC 7561 Deep Sky Observer's Companion
- (engl.) Courtney Seligman: Objekti Novog općeg kataloga: NGC 7550 - 7599